# Halterio

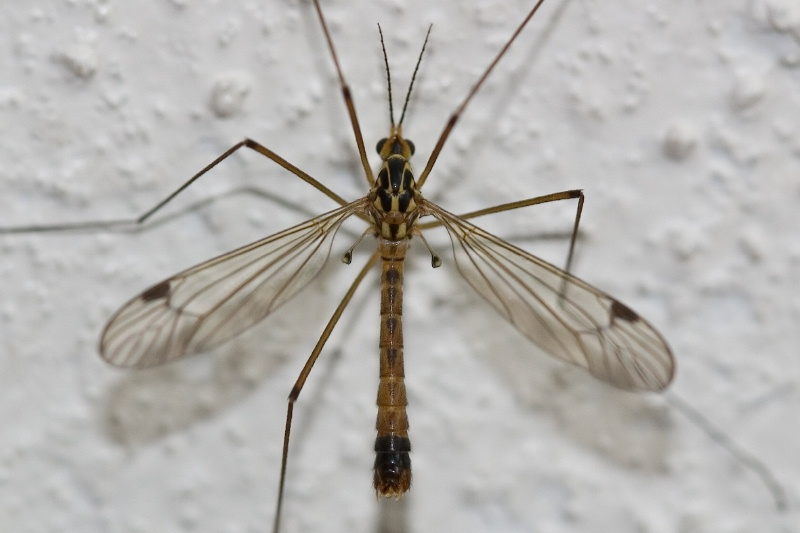
Halterios, visibles en la parte inmediatamente posterior a las alas, en un tipúlido

Los halterios (del griego ἁλτήρ, halterios, un dispositivo de doble nudo utilizado por los atletas en la Antigua Grecia durante el entrenamiento en el salto) son pequeñas estructuras claviformes (en forma de maza), modificadas de un par de las alas en algunos de los insectos alados. La mayoría de los insectos alados tienen dos pares de alas. En el orden Diptera (moscas y mosquitos) las alas posteriores se modificaron en halterios; mientras en Strepsiptera (pequeños insectos parásitos de abejas, avispas y cucarachas) las alas anteriores se transformaron en halterios.
Estas estructuras se agitan rápidamente durante el vuelo. Contienen los órganos cordotonales, sencillos órganos posicionales que funcionan como giroscopios informando al insecto sobre la rotación del cuerpo durante el vuelo y su posición espacial. En el caso de los mosquitos, a los halterios se les suele denominar balancines.